# 谢拜什廷
真福谢拜什廷（匈牙利語：Boldog Sebestyén；10世紀—1036年12月20日）是匈牙利王国的天主教神职人员，埃斯泰尔戈姆总教区第二任、第五任总主教、本笃会会士，谢拜什廷被宣福的具体日期不详，他的瞻礼日为11月13日。